# Hindoloides indicans
Hindoloides indicans är en insektsart som beskrevs av William Lucas Distant 1915. Hindoloides indicans ingår i släktet Hindoloides och familjen Machaerotidae. Inga underarter finns listade i Catalogue of Life.